# Orthodontie
L'orthodontie est une spécialité dentaire vouée à la correction des mauvaises postures des mâchoires (orthopédie dento-faciale, ou ODF) et des dents (orthodontie) afin d'optimiser l'équilibre postural entre les structures osseuses (phases de repos physiologique des muscles), l'occlusion (engrènement dentaire réflexe), ainsi que le développement des bases osseuses dans un but fonctionnel et esthétique.

## Principe et indications
Principe : une force importante exercée de manière continue pendant une longue durée sur les dents leur permet de se déplacer, grâce à une apposition et une résorption constante de l'os alvéolaire entourant les racines. 
Elle permet ainsi l'optimisation esthétique et fonctionnelle des arcades dentaires et la correction des malocclusions. Elle permet ainsi de favoriser l'esthétique mais aussi les fonctions que sont la mastication, la phonation, la respiration, la déglutition et la croissance. La normalisation des fonctions réflexes doit être la priorité de tout traitement d'orthodontie. Dans les faits, plusieurs philosophies s'opposent (gnathologique versus mécaniste) concernant la place de la rééducation dans le traitement. Il faut aussi mentionner que des dents alignées sont plus faciles à nettoyer, ce qui constitue une forme de prévention contre les caries et la parodontose.
L'orthopédie dento-faciale doit être préférentiellement exercée chez l'individu jeune, mais certains traitements peuvent aussi être proposés aux adultes. Les dents peuvent être déplacées dès l'âge de 4 ans (surtout pour les traitements orthopédiques) jusqu'à un âge avancé (pour la position des dents), les enfants ayant cependant une habituation plus rapide que les adultes. Passée la période de croissance, il n'est plus possible de modifier la taille et la posture des mâchoires, à moins de passer par la chirurgie maxillo-faciale (orthopédie, cf. infra). On notera toutefois que l'orthodontie est depuis  quelques années une pratique de plus en plus courante chez les adultes,.

## Moyens

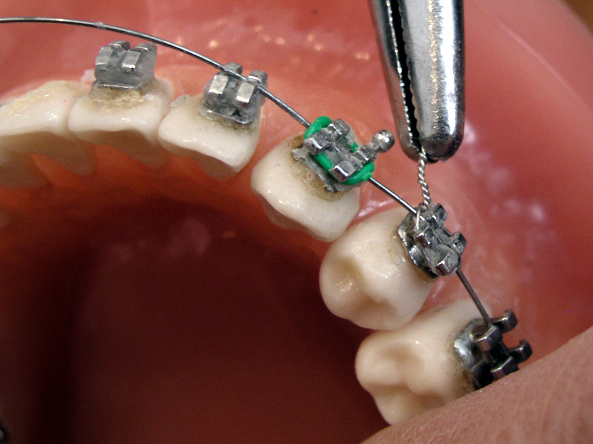
Appareillage fixe.

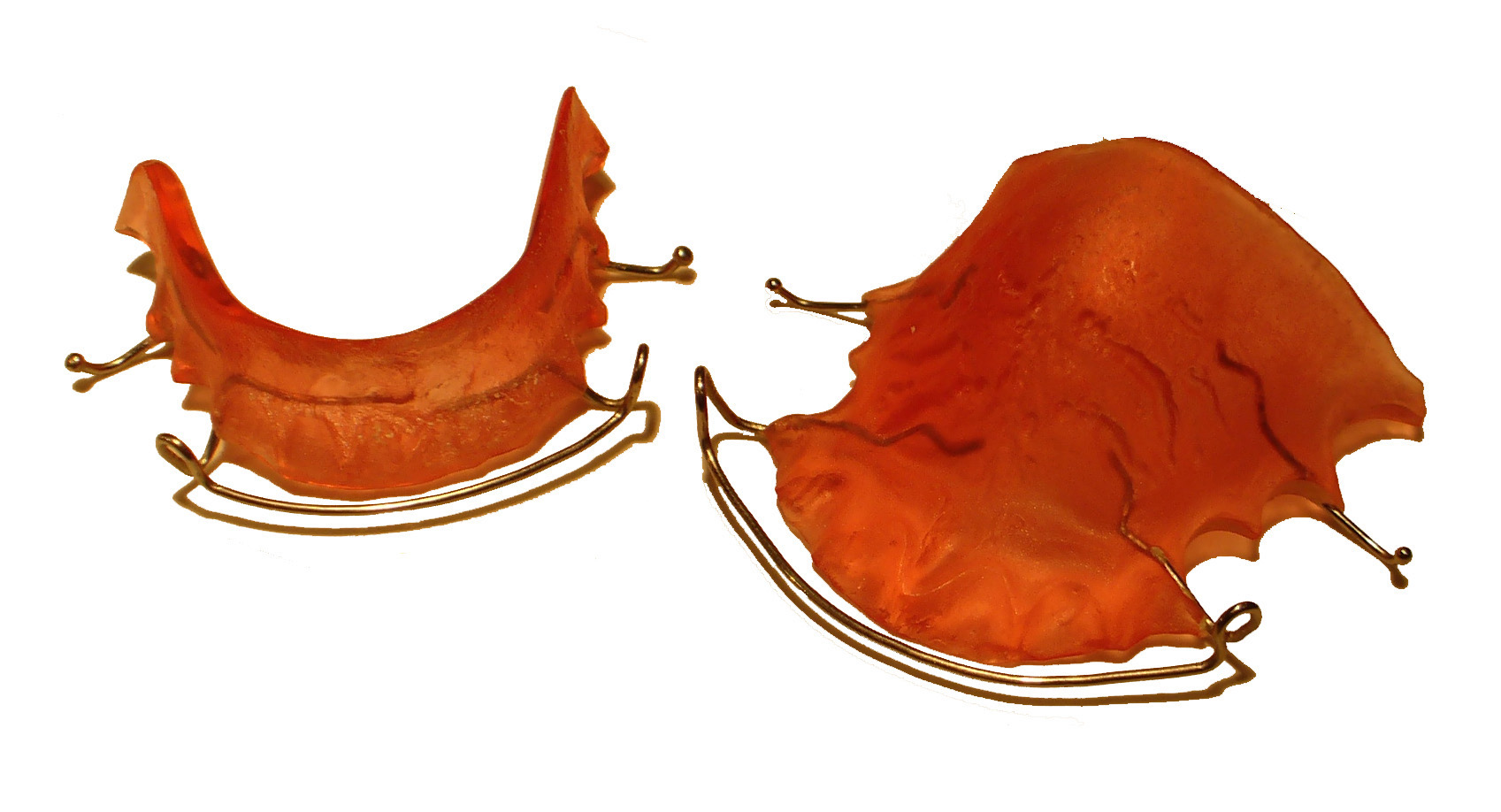
La plaque de Hawley est l'appareil de contention le plus commun. La photo montre le dessous (à gauche) et le dessus (à droite) de l'appareil.

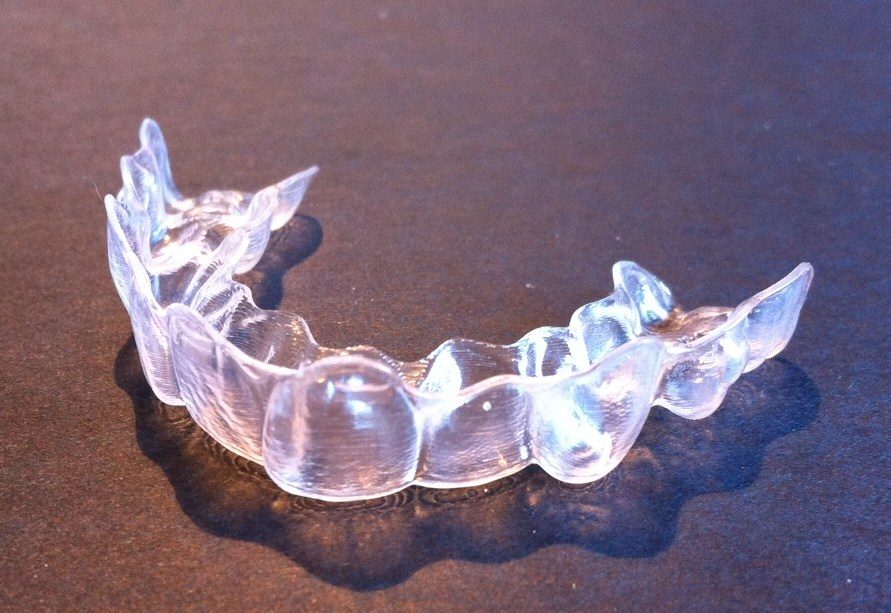
Une gouttière translucide Invisalign.

Outre la correction de la déglutition atypique, elle utilise des appareillages plus ou moins sophistiqués qui peuvent être classés en : appareillage amovible, appareillage semi-amovible, appareillage fixe, ancrage osseux, chirurgie maxillo-faciale et appareil de contention.
Ceux-ci exercent des forces : 
- Soit sur les bases osseuses (maxillaire et mandibule), il s'agit d'orthopédie dento-faciale (qui ne peut être pratiquée que chez des enfants en période de croissance) ;
- Soit uniquement sur les dents, il s'agit d'orthodontie (possible à tout âge).

Ces forces variables en intensité et en durée permettent, grâce au mouvement qu'elles induisent sur leur support, la correction des dysmorphoses : malocclusions ou malpositions dentaires. Dans des cas de dysmorphoses sévères, il est parfois nécessaire de recourir conjointement à une intervention de chirurgie maxillo-faciale pour compléter le traitement orthodontique.
Les appareils orthodontiques ont évolué ces vingt dernières années[Quand ?]. Le traitement se fait en trois phases :
1. Orthopédie dento-faciale : pour corriger les bases osseuses ainsi que la relation entre les deux mâchoires. Elle n'est possible que chez l'enfant en croissance et se fait au moyen d'appareils généralement amovibles. Les appareils amovibles restent des appareils de choix dans les traitements nécessitant une phase de rééducation de certaines fonctions (positionnement de langue…) ou d'orthopédie chez l'enfant jeune (correction des décalages des bases osseuses avec ou sans adjonction de traction extra-orale).
2. Orthodontie : pour corriger la position des dents. Elle est possible à tout âge et se fait au moyen d'appareils fixes. Les appareils fixes encore appelés « multi-attaches », sont collés sur les dents pendant toute la durée du traitement. Ces appareils font appel aux propriétés élastiques et à mémoire de forme de nouveaux alliages issus notamment de la recherche spatiale. L'orthodontie nécessite parfois un appareillage ancré à l'extérieur de la bouche (force extra-orale). Des tractions inter-maxillaires à but orthopédique peuvent être judicieusement associées à des multi-attaches. Ces appareillages multi-attaches, traditionnellement en acier sur la face externe (vestibulaire) de la dent, évoluent pour devenir de plus en plus discrets ; ils existent aujourd'hui en céramique, de la couleur de la dent, ou peuvent être collés sur la face interne de la dent (orthodontie linguale) pour devenir totalement invisible.
3. Contention : pour maintenir la position correcte des dents et des mâchoires obtenue lors de la première et de la deuxième phase du traitement.

### Orthodontie linguale
L'orthodontie linguale est née dans les années 1970, sous l’impulsion des Drs Fujita au Japon et Kurtz aux États-Unis. Il s'agit d'une approche palliative qui consiste en l'apposition d'attaches orthodontiques sur la face interne des dents — c'est-à-dire derrière elles et non devant — du côté de la langue. Hormis l'aspect discret et invisible allié à une durée de traitement prolongée — outre de requérir une habileté pointue de la part du praticien en raison de spécificités techniques plus complexes inhérentes au processus —, les principes en restent cependant les mêmes que le parcours classique où les mêmes attaches sont traditionnellement positionnées sur les faces externes, dite vestibulaires.

## Risques
Les forces exercées doivent être douces et constantes. Des forces trop brusques, pulsions linguales et mouvement de va-et-vient entre autres associées à la physiologie propre au patient peuvent entrainer des problèmes : récessions parodontales, et résorptions radiculaires, (destruction de la racine de la dent), à ne pas confondre avec les rhyzalyzes qui correspondent à la résorption naturelle des dents de lait).
Les attaches collées sur les dents rendent l'hygiène bucco-dentaire plus difficile. Lorsqu'elle est insuffisante, des déminéralisations d'une couleur blanc crayeux (appelées « white spots »), puis marron suivies d'une cavitation (lésion carieuse, à soigner), apparaissent rapidement. Lors de la dépose, des fragments d'émail peuvent être arrachés (surtout avec les brackets en céramique blanche), la surface dentaire peut rester marquée, poreuse. Avant de débuter tout traitement orthodontique, la cavité buccale doit être saine : les caries ainsi que les problèmes parodontaux doivent être traités.
Le problème majeur en fin de traitement est le maintien des dents dans leur nouvel emplacement thérapeutique appelé contention. La pose d'appareil spécifique (fils collés, plaque de contention, positionneur) durant une longue durée est la seule manière de conserver une position esthétique optimale des dents.
En présence d'une déglutition salivaire atypique persistante (car non corrigée ou trop tard)  et d'une manière générale lorsque l'équilibre musculaire oral dont la langue est le pivot central n'a pas été pris en compte, les dents tendent à revenir sur leur place originelle d'avant le traitement ODF. C'est la récidive orthodontique. Pour éviter un tel échec, le patient peut consulter un orthophoniste qui vérifiera la déglutition et la rééduquera si nécessaire par myothérapie fonctionnelle (MTF).

## Formation professionnelle
En France, l'orthodontie est essentiellement pratiquée par des chirurgiens-dentistes spécialistes en orthopédie dento-faciale, ce qui correspond à trois ans de spécialisation (internat) à temps plein en orthodontie par le biais du diplôme d'études spécialisées d'orthopédie dento-faciale (DESODF), depuis 2012, qui a remplacé le Certificat d'Études Clinique Spéciales-Mention Orthodontie (CECSMO) ancienne voie de la spécialisation depuis 1981. Elle peut être également pratiquée par des chirurgiens-dentistes non spécialistes ou des médecins stomatologistes ou des chirurgiens maxillo-faciaux titulaires d'un Diplôme universitaire (DU) ou diplôme d’études spécialisées complémentaires (DESC) correspondant.
En Suisse, l'orthodontie est essentiellement pratiquée par des médecins-dentistes spécialistes en orthopédie dento-faciale (cinq ans d'études en médecine dentaire, au minimum une année de pratique privée générale puis quatre ans de spécialisation à temps complet en orthodontie ainsi que la réussite d'un examen de spécialiste organisé par la Société Suisse d'Orthodontie Dento-Faciale), mais peut l'être également par des médecins-dentistes non spécialistes.

## Remboursement
L'assurance maladie en France rembourse le traitement d’orthodontie pour les enfants à hauteur de 100 % du tarif de convention soit 193,50 euros par semestre pour les traitements démarrés avant seize ans. Toujours sous cette même condition, la première année de contention est remboursée à hauteur de 100% du tarif de convention, soit 161,25 euros ; la seconde année de contention est remboursée à hauteur de 60% du tarif de convention, soit 64,50 euros. Le tarif des semestres n'est pas plafonné au tarif de convention, le dépassement d'honoraire devant être fait avec "tact et mesure". L'assurance maladie ne prend rien en charge pour les patients de 16 ans et plus.
En France, pour les patients bénéficiant de la Complémentaire Santé Solidaire, le traitement est pris en charge par l'assurance maladie s'il est démarré avant 16 ans. 
L'assurance maladie en Suisse, l'assurance maladie de base ne rembourse que certains cas graves bien précis. L'acquisition d'une assurance complémentaire dentaire bien avant l'apparition des dents définitives (4 ans) est donc vivement recommandée. Le taux de remboursement de ces assurances est très variable et peut être limité à un montant total pour tout le traitement et/ou à un montant maximal par année.
En Belgique, la sécurité sociale rembourse 800 euros sur tout traitement de maximum 36 mois, à condition d’avoir obtenu l’accord du médecin-conseil avant l’âge de 15 ans.